# Antero Manninen
Antero Manninen (19 de enero de 1973, Tampere, Finlandia) es un violonchelista, fundador y exmiembro de la banda finlandesa Apocalyptica.

## Biografía
Antero Manninen nació el 19 de enero de 1973 en Tampere, Finlandia.
A la edad de 7 años Raimo Sariola le enseñó a tocar el chelo. Estudió en la prestigiosa academia de música clásica Sibelius, donde conoció a Eicca Toppinen, Paavo Lötjönen, Max Lilja y Perttu Kivilaakso con quienes formó Apocalyptica.
En 1999 Antero decidió salir de la banda para unirse a la Orquesta Filarmónica de Helsinki. Antero también ha tocado en la Radio Symphony Orchestra, la Opera Nacional de Finlandia y en la Avanti Symphony Orchestra. En el 2003 decidió regresar con Apocalyptica para tocar en vivo hasta el 2009 cuando decidió nuevamente dejar la banda. Actualmente toca en la Orquesta Sinfónica de Lahti y en Vantaa Entertainment Orquesta. 
Es aficionado al ciclismo y a las carreras de triatlón, donde ha ganado algunos premios. 

## Discografía

### Apocalyptica
- Plays Metallica by Four Cellos (1996)
- Inquisition Symphony (1998)
- Reflections (2003) (en la canción "Cortège")
- The Life Burns Tour (2006)

### Stratovarius
- Fourth Dimension (1995) (como parte de The Houdini String Quartet en la canción "Twilight Symphony")[5]

## Equipo[2]

### Cellos
- Giuseppe Pedrazzini "Il Duce" (1946)
- Johann Köberling (Wainio custom)

### Arcos
- S. Tamagotchi
- L. Breshnev

### Cuerdas
- Jargar
- Spirocore

### Resinas
- Liebenzeller Metal Kolophonium Gold IV Hartz
- POPS'
- Pirastro Cellisto

### Preamplificador
- Barcus-Berry 3125